# Lacconectus heubergeri
Lacconectus heubergeri är en skalbaggsart som beskrevs av Michel Brancucci och Lars Hendrich 2005. Lacconectus heubergeri ingår i släktet Lacconectus och familjen dykare. Inga underarter finns listade i Catalogue of Life.